# 개비 배럿
개비 배럿(Gabby Barrett, 2000년 3월 5일 ~ )은 미국의 컨트리 가수이다. 경연 대회 《아메리칸 아이돌》 시즌 16 참가자이다.

## 음반 목록
- Goldmine (2020)